# Шеппартон
Шеппартон (англ. Shepparton, [ˈʃɛpərtən]) — город, находящийся на севере штата Виктория, в 200 километрах севернее Мельбурна. Пятый по величине город штата, население города на 2006 год — 38773 человека.

## Демография
Шеппартон занимает второе место (после Мельбурна) по количеству аборигенов в штате Виктория. Они составляют 10 % населения Шеппартона. Концентрация коренных австралийцев в Шеппартоне — крупнейшая среди всех городов викторианской эпохи и в четыре раза превышает средний показатель по Австралии (2,5 %). В Шеппартоне также проживает множество иммигрантов из таких мест, как Албания, Афганистан, Ирак, Греция, Италия, Судан, а также других стран мира.

### Религиозный состав

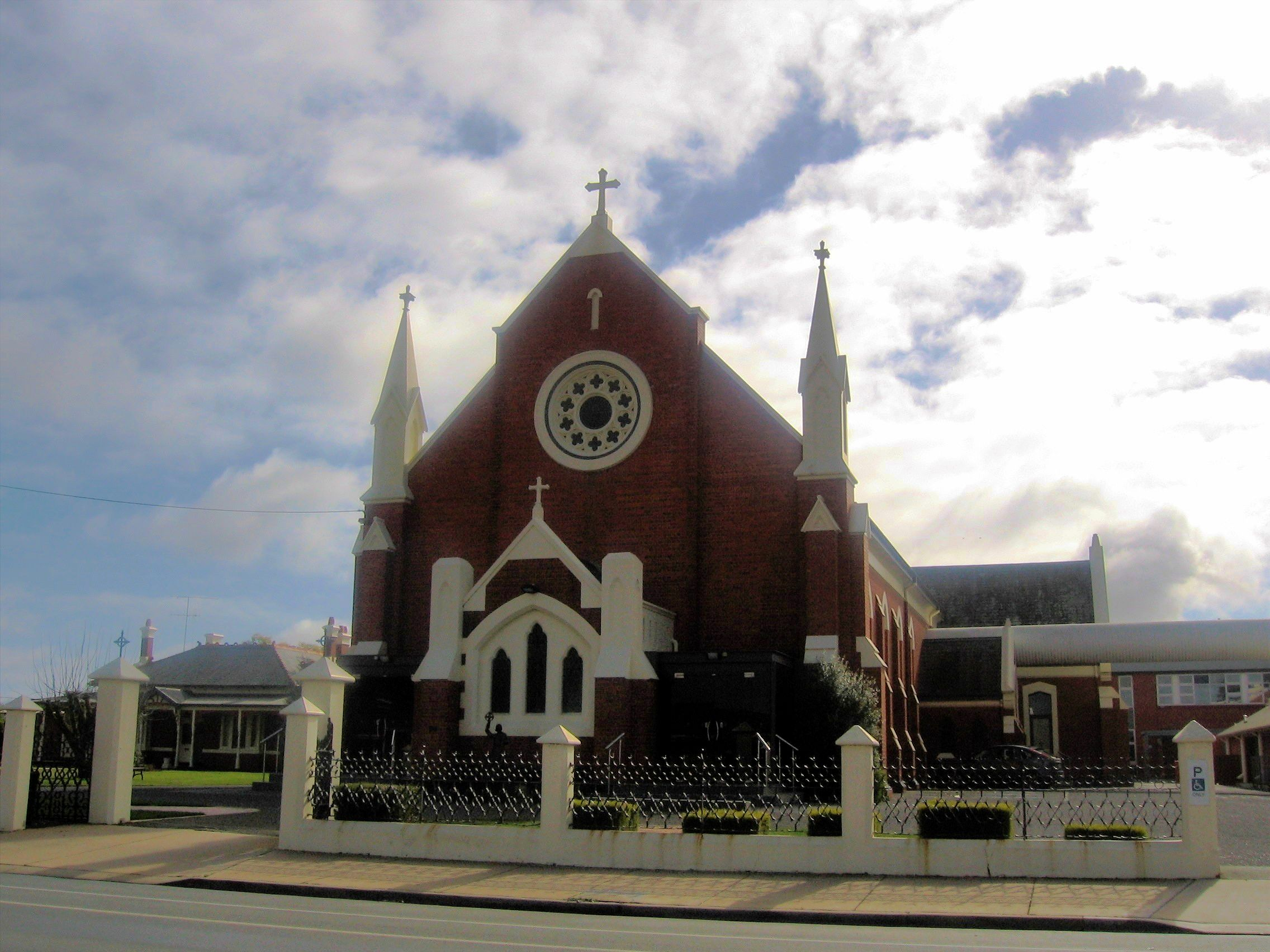
Католическая церковь Святого Брендана

Большинство жителей Большого Шеппартона (65 %) — христиане. Католиками является 28 % населения города. Крупнейшей не-христианской религией в Шеппартоне является ислам (его исповедует 3 % жителей города).

## Климат
В Шеппартоне полупустынный климат. Самым горячим месяцем является январь, средняя температура которого — 31,7 градусов Цельсия. В июле температура в среднем опускается до 3,2 градусов Цельсия.
Количество осадков в Шеппартоне является довольно низким и в среднем составляет 409,4 мм осадков.
Средняя скорость ветра — 4,03 метра в секунду, влажность воздуха — 69,81 %.
| Показатель                                | Янв. | Фев. | Март | Апр. | Май  | Июнь | Июль | Авг. | Сен. | Окт. | Нояб. | Дек. | Год   |
| ----------------------------------------- | ---- | ---- | ---- | ---- | ---- | ---- | ---- | ---- | ---- | ---- | ----- | ---- | ----- |
| Абсолютный максимум, °C                   | 44,3 | 46,1 | 39,7 | 34,4 | 25,7 | 21,5 | 19,2 | 24,8 | 31,8 | 36,8 | 41,2  | 42,8 | 46,1  |
| Средний суточный максимум, °C             | 31,9 | 30,9 | 27,1 | 22,4 | 17,6 | 14,2 | 13,3 | 15,0 | 18,2 | 21,7 | 26,1  | 28,6 | 22,2  |
| Средняя температура, °C                   | 21,2 | 20,2 | 16,8 | 14,5 | 10,1 | 7,5  | 6,6  | 8,3  | 11,8 | 14,7 | 17,3  | 19,4 | 14,0  |
| Средний суточный минимум, °C              | 15,1 | 15,0 | 12,0 | 8,2  | 5,3  | 3,8  | 3,2  | 3,6  | 5,3  | 7,2  | 10,7  | 12,5 | 8,5   |
| Абсолютный минимум, °C                    | 5,6  | 5,0  | 3,4  | −0,6 | −3,1 | −5,9 | −4,7 | −6,3 | −2,2 | −0,4 | 0,3   | 4,0  | −6,3  |
| Норма осадков, мм                         | 26,1 | 43,9 | 34,0 | 31,0 | 31,0 | 35,8 | 42,1 | 47,9 | 37,7 | 33,9 | 49,2  | 32,5 | 446,4 |
| Источник: Австралийское бюро метеорологии |      |      |      |      |      |      |      |      |      |      |       |      |       |

## Города-побратимы
- Корча, Албания
- Новато, США